# 簡·里斯
簡·里斯 CBE（Jean Rhys，/riːs/；1890年8月24日—1979年5月14日），出生名為艾拉·格溫多琳·里斯·威廉斯（Ella Gwendolyn Rees Williams）是一名出身英國治下多米尼克羅索的20世紀女性作家，被公認是20世紀重要的女性作家，最被人津津樂道或是爭議的作品是《夢迴藻海》，徹底改寫夏綠蒂·勃朗特的《簡愛》，被視為是「一部以第三世界女性觀點向帝國主義發出挑戰的『後殖民對抗論述』（postcolonial counter-discourse）」。

## 重要作品
- 《左岸及其他故事》（The Left Bank and Other Stories）
- 《姿態》（Postures）
  - 在美國名為《四重奏》（Quartet），更被改編成同名電影
- 《離開麥肯齊先生以後》（After Leaving Mr. Mackenzie）
- 《黑暗中的航行》（Voyage in the Dark）
- 《早安，午夜》（Good Morning, Midnight）
- 《夢迴藻海》Wide Sargasso Sea

## 外部連結
- Elizabeth Vreeland. . The Paris Review. Fall 1979  [2015-04-10]. （原始内容存档于2021-03-14）.
- Literary Encyclopedia biography （页面存档备份，存于）
- Jean Rhys bio, with particular reference to her time in Dominica
- "Jean Rhys Archive", University of Tulsa McFarlin Library, Department of Special Collections and University Archives